# Плазмен дисплей
Плазменият дисплей е вид дисплей, при който всеки пиксел представлява микроскопична луминесцентна лампа, в която се генерира газоразрядна плазма.

## История
Изненадващо е, но тази технология не е толкова нова. Изследването на плазмените дисплеи е започнало още през 1960 г. в САЩ. Първият прототип на такъв продукт е създаден през 1964 г., като е представлявал матрица от 4х4 пиксела, излъчващи монохромна синя светлина. През 1967 г. матрицата нараства до 16х16 пиксела и светлината вече е бледочервена. Разбира се, от новата технология се заинтересуват гигантите IBM, NEC, Fujitsu и Matsushita. Липсата на пазари за такава продукция обаче замразява развитието на технологията за дълго време. Изследванията продължават най-вече в Япония, където в началото на 90-те години на миналия век се появяват първите комерсиални продукти.

## Принцип на действие
Принципът на действие на плазмените дисплеи се състои в следното. Всеки пиксел има три субпиксела. Всеки субпиксел представлява микроскопична луминесцентна лампа, която излъчва само един от трите основни цвята (има различен луминофор). Чрез промяна на интензитета на светлината на субпикселите се постигат нюанси на възпроизвежданите цветове. При плазмените екрани се използва благороден газ (например аргон), затворен в определен обем. На всеки от краищата на това тяло има електроди, посредством които се подава високо напрежение (няколкостотин волта). Така газът преминава в плазмено състояние, т.е. налични са еднакъв брой свободни електрони и положителни йони. В резултат на приложеното напрежение се формира поток на електроните към положителния електрод и на йоните към отрицателния. При сблъскването на атомите последните получават енергия, благодарение на която електроните им преминават на по-високо енергийно ниво. При връщане към стандартните им орбити се отделят фотони или казано с други думи – светлина. Така светлината е резултат от генерирането на плазма под въздействието на силно електрическо поле. Тази светлина обаче не е видима, а е ултравиолетова, затова стените на телата, в които е затворена плазмата, се покриват със специален прах (фосфор), който реагира на ултравиолетови лъчи и на свой ред излъчва бяла светлина. В това отношение плазмените дисплеи до известна степен приличат на конвенционалните кинескопи.
Основното предизвикателство пред производителите на плазмени екрани е да създадат матрица от няколко милиона субпиксела, всеки от които има размери 200х200х100 микрона. На дисплей с резолюция 1280х780 пиксела има около три милиона субпиксела с шест милиона електрода, които да ги управляват. Разбира се, няма как да бъдат прекарани и шест милиона проводника, така че управлението се осъществява чрез хоризонтални и вертикални линии за всеки ред и колона от матрицата.

## Предимства и недостатъци
Едно от основните предимства на плазмените дисплеи в сравнение с LCD и електроннолъчевата тръба (ЕЛТ) е възможността за изобразяване на по-широк цветен спектър. Друго качество на плазмите е големият им ъгъл на видимост, особено в сравнение с LCD технологията. Контрастът при плазмените екрани е на нивото на най-добрите ЕЛТ телевизори, защото при първите може да се постигне наситено черно – черните пиксели изобщо не излъчват светлина за разлика от аналогичния случай при LCD пикселите. Високата яркост също е една от силните страни на „плазмите“. Не на последно място, тези дисплеи могат да бъдат с много голям диагонал при запазване на малка дебелина.
Сред недостатъците на плазмените дисплеи са големите по размери пиксели – на практика е проблем да бъде постигнат размер, по-малък от 0,5 – 0,6 mm. Минималният размер на един такъв екран е 32" или 82 cm и единственият начин за увеличаване на резолюцията е чрез увеличаване на диагонала. Освен това гледането на плазмен екран от сравнително близко разстояние не е препоръчително заради наличието на трептене, породено от начина на функциониране на самия дисплей. При определени обстоятелства плазмите могат да „прогарят“ подобно на ЕЛТ мониторите, на които дълго време е било показвано едно и също изображение. Казано с други думи, тези дисплеи стареят с времето и имат относително малко (за момента) време на живот на пикселите – между 5 и 10 години при няколко часа на ден употреба и постепенно губят качествата си. Оптичните свойства на пикселите след този период се влошават и изображението става бледо и неконтрастно. Освен това поради използването на високо напрежение консумацията им е доста висока – от порядъка на 250 W за 42-инчов модел.

## Краят на плазмените дисплеи
През 2010 г. производството на плазмени телевизори достига 18,2 милиона единици в световен мащаб. От този момент производството им намалява значително. Спадът се дължи на конкуренцията от страна на течнокристалните (LCD) телевизори, чиито цени падат по-бързо от тези на плазмени телевизори. В края на 2013 г. Panasonic обявява, че ще спре производството на плазмени телевизори след март 2014 г. На 2 юли 2014 г. Samsung официално съобщава, че ще спре производството на плазмени телевизори от ноември 2014 г.